# John Murtha
John Patrick “Jack” Murtha, Jr. (ur. 17 czerwca 1932, zm. 8 lutego 2010) – amerykański polityk z Partii Demokratycznej, wieloletni członek Izby Reprezentantów reprezentujący 12. okręg wyborczy w stanie Pensylwania.
Był jednym z najbardziej znanych krytyków wojny w Iraku wśród amerykańskich polityków. Ubiegał się o stanowisko przewodniczącego większości (ang. majority leader) w styczniu 2007, lecz nie został wybrany w głosowaniu członków Izby ze swojej partii.